# Олдекерк
Олдекерк (нидерл. Oldekerk) — нидерландская деревня в провинции Гронинген. Расположена в общине Вестерквартир (до 1 января 1990 года деревня была отдельной общиной). Находится приблизительно в 15 километрах к западу от Гронингена.

## Ссылка
- Карта 1868 года Архивная копия от 23 октября 2010 на Wayback Machine